# Egyszínű bülbül
Az egyszínű bülbül (Arizelocichla montanus) a verébalakúak (Passeriformes) rendjébe, ezen belül a bülbülfélék (Pycnonotidae) családjába és az Arizelocichla nembe tartozó faj. 17-18 centiméter hosszú. Kamerun és Nigéria hegyvidéki nedves erdőiben él. Gyümölcsökkel, magokkal és rovarokkal táplálkozik. Szűk életterülete miatt mérsékelten fenyegetett.

## Fordítás
- Ez a szócikk részben vagy egészben  a   Cameroon greenbul című angol Wikipédia-szócikk fordításán alapul.  Az eredeti cikk szerkesztőit annak laptörténete sorolja fel. Ez a jelzés csupán a megfogalmazás eredetét és a szerzői jogokat jelzi, nem szolgál a cikkben szereplő információk forrásmegjelöléseként.